# Mohammed Diarra
Mohammed Lamine Diarra (* 20. června 1992, Conakry, Guinea) je guinejský fotbalový záložník (příp. obránce) a reprezentant, v současnosti působí v dánském klubu Odense BK.

## Reprezentační kariéra
V A-mužstvu Guineje debutoval v roce 2013.

Zúčastnil se Afrického poháru národů 2015 v Rovníkové Guineji, kde byla Guinea vyřazena ve čtvrtfinále Ghanou po výsledku 0:3.